# Tractriz
Tractriz (do latim trahere, puxar, arrastar) é uma curva ao longo da qual um objeto se movendo sob a influência de fricção, quando empurrado em um plano horizontal por um segmento de linha, sendo, portanto, uma curva de perseguição. Foi citada pela primeira vez por Claude Perrault em 1670, e estudada posteriormente por Isaac Newton em 1676 e Christiaan Huygens em 1692. Sua fórmula matemática é descrita pela seguinte equação diferencial:
{\displaystyle {\frac {dy}{dx}}=-{\frac {\sqrt {a^{2}-x^{2}}}{x}}\,\!}
com a condição inicial de que y(a) = 0 que faz com que a solução seja
{\displaystyle y=\int _{x}^{a}{\frac {\sqrt {a^{2}-t^{2}}}{t}}\,dt=\pm \left(a\ln {\frac {a+{\sqrt {a^{2}-x^{2}}}}{x}}-{\sqrt {a^{2}-x^{2}}}\right).\,\!}
Que pode ser reescrito como sendo
{\displaystyle a\ \mathrm {arsech} {\frac {x}{a}},\,\!}
onde arcsech representa a função secante hiperbólica inversa.

Uma curva tractriz.